# Елдрид (Илиноис)
Елдрид (енгл. Eldred) град је у америчкој савезној држави Илиноис.

## Демографија
По попису из 2010. године број становника је 201, што је 10 (-4,7%) становника мање него 2000. године.
| Група             | 2000.       | 2010.       |
| Белци             | 206 (97,6%) | 195 (97,0%) |
| Афроамериканци    | 0 (0,0%)    | 0 (0,0%)    |
| Азијати           | 2 (0,9%)    | 2 (1,0%)    |
| Хиспаноамериканци | 0 (0,0%)    | 2 (1,0%)    |
| Укупно            | 211         | 201         |